# Машкарада (филм из 1971)
„Машкарада” је југословенски и словеначки филм први пут приказан 13. маја 1971. године. Режирао га је Боштјан Хладник а сценарио је написао Витомил Зупан

## Улоге
| Глумац          | Улога  |
| --------------- | ------ |
| Вида Јерман     | Дина   |
| Игор Гало       | Лука   |
| Миха Балох      | Гантар |
| Ива Цадез       |        |
| Марјан Ференчак |        |
| Бланка Јенко    |        |
| Чрт Канони      |        |
| Фрањо Кумер     |        |
| Соња Ламбершек  |        |
| Рок Ласан       |        |

Остале улоге  ▼
| Глумац         | Улога |
| -------------- | ----- |
| Миран Миљковић |       |
| Бранко Оман    |       |
| Радо Прајс     |       |
| Бојан Сетина   | Андре |
| Тоне Сојер     |       |
| Бојан Тратник  |       |
| Миха Трпин     |       |
| Лидија Турк    |       |
| Татјана Вовк   |       |